# Bonningues-lès-Calais
Bonningues-lès-Calais é uma comuna francesa na região administrativa de Altos da França, no departamento de Pas-de-Calais. Estende-se por uma área de 8,49 km². Em 2010 a comuna tinha 572 habitantes (densidade: 67,4 hab./km²).